# Jesús Álvarez
Jesús Álvarez (Madrid, 12 d'abril de 1926-ibídem, 17 de març de 1970) va ser un periodista espanyol, pare del també periodista Jesús Álvarez Cervantes.

## Biografia
La seva primera vocació va ser la de militar i en 1950 havia aconseguit el rang de tinent d'artilleria. Va passar després al món de la comunicació, començant a Radio SEU i Radio Intercontinental. En 1952 va ingressar a Radio Nacional de España, n 1952 va ingressar en Ràdio Nacional d'Espanya, des d'on realitzava emissions per a Llatinoamèrica.
Va ser un dels pioners de la primera etapa de Televisió espanyola, on ingressa en 1953 abans de l'inici de les emissions regulars. En aquella època els programes s'emetien en directe, i s'han conservat pocs documents gràfics del moment.
Jesús, al costat de David Cubedo, va ser el primer periodista espanyol a presentar un Telediario, i amb les seves companyes Laura Valenzuela i Blanca Álvarez participava en tot tipus d'espais enfront de la cambra, des de llegir notícies fins a anunciar productes comercials o presentar actuacions musicals. Va ser en els anys seixanta un presentador habitual del jurat espanyol en el Festival d'Eurovisió, ocupant-se després de cada edició fins a 1969 de comentar amb el jurat el transcurs de la gala.
La popularitat adquirida li va permetre també participar amb petits papers en algunes pel·lícules de l'època, com Historias de la televisión, amb Tony Leblanc i Concha Velasco; Ha llegado un ángel, amb Marisol; La gran familia (1962), en la qual és de recordar la memorable escena en la qual Jesús Álvarez, interpretant-se a si mateix, feia una crida a tots els espanyols per a trobar al petit Chencho, el «nét» —en la pel·lícula— de Pepe Isbert; o ¿Qué hacemos con los hijos? (1967), amb Paco Martínez Soria.
En 1961 se li va concedir el Premi Ondas al Millor locutor de programes locals i en 1963 va rebre el Premi Antena de Oro 1964, per la seva labor en televisió.
Va morir en 1970 com a conseqüència d'una leucèmia.

## Programes de TV
- Desde mi butaca (1956-1957)
- Club del sábado (1957)
- Buenas noches, amigos (1957)
- Bodega jerezana (1957)
- Cotilleo al aire libre (1957-1958)
- Telediario (1957-1967)
- La hora Philips (1957-1958)
- Piel de España (1962)
- La Nueva Geografía (1962)
- A toda plana (1965)
- Danzas de España (1966)
- Caminos y canciones (1967)
- Fórmula Todo (1969)